# ハンブルク市議会
ハンブルク市議会（ハンブルクしぎかい、ドイツ語: Hamburgische Bürgerschaft）は、ドイツの都市州であるハンブルクの議会である。

## 歴史

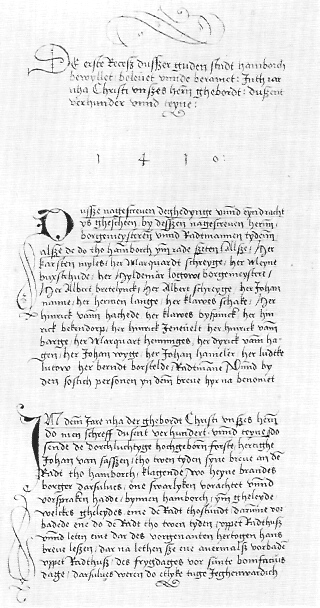
1410年の「最初の協定」（der Ersten Rezess）

ハンブルクでは、1410年に「最初の協定」（der Ersten Rezess）と呼ばれる市民協定が市参事会と市民との間に結ばれた。この協定は、市参事会が1人の市民を不当に逮捕した事件をきっかけに、市民の代表として選出された60人からなる市民委員会と市参事会が事件解決のために締結したものである。この協定では、市民が裁判を受けることなく逮捕されることはないこと（第1条）が定められたほか、開戦については市民に前もって通告すべきこと（第6条、第9条）といった市民の共同決定権にあたるものも規定された。1417年には、市民協定が破棄され市民委員会も解散させられているが、15世紀半ばに市民と市参事会との対立が再燃し、1458年には新たな市民協定が締結された。この「第2協定」では、市民の共同決定権が規定され、1410年の協定の内容が再確認されることとなった。
1517年に始まった宗教改革の影響を受け、ハンブルクでも1528年には4つの主要教会がカトリックから福音主義へと転向した。ルター派市民は、貧者と病人に対する慈善活動のための献金箱を4つの教区ごとに設置し、各教区には12人の管理人（計48人）がおかれた。この献金箱を管理する48人に、各教区から選ばれた24人（計96人）を加えた144人で構成する市民委員会が組織され、1529年には市参事会との間に「長い協定」と呼ばれる市民協定を結んだ。この協定は132条からなり、多くの共同体事項についての市民委員会への諮問と、戦争と平和についての市民の共同決定権が確認された。
1848年にハンブルク憲法制定議会が選出されたが、三月革命の後退もあり、その後10年にわたって新憲法は制定できなかった。1859年に市議会議員選挙法が制定。これにより、市議会の半数は特権市民から、残り半数は25歳以上の納税能力のある男子市民（全住民の5％）の選挙で選ばれることとなった。同年11月に市議会選挙が実施され、翌1860年に市参事会と市議会は新憲法を可決した。
ドイツ革命後の1919年には、20歳以上の男女による普通・平等選挙が導入された。3月に行われた市議会議員選挙では、社会民主党（SPD）が50.46％の票を獲得して多数派を占め、同党を中心とした市参事会が組織された。1920年には、新しい憲法がSPDとドイツ民主党（DDP）の多数によって可決。これにより、市議会が立法権を行使し、市参事会は市議会の信任に基づく行政府となり、統治権が市議会に単独で帰属することが明確化された。
1932年の市議会選挙でナチス党が第1党となる。1933年にはカール・カウフマンにより市議会の解散が命じられた。
第二次世界大戦後の1946年2月、占領軍により選挙を経ずに市議会議員が任命され、市議会が発足。憲法草案が作成され、5月には市議会で暫定憲法が可決した。同憲法に従って、10月に市議会選挙が行われ、110議席中83議席をSPDが占める結果となった。1952年には市参事会が提出した憲法案が市議会で可決された。

## 政党と議席数
2020年2月に実施された州議会議員選挙の結果、会派別の議席構成は以下の通りとなった。
| 会派名                       | 議員数 |
| ---------------------------- | ------ |
| ■社会民主党（SPD）           | 54     |
| ■同盟90/緑の党（B90/Grüne）  | 33     |
| ■キリスト教民主同盟（CDU）   | 15     |
| ■左翼党（Linke）             | 13     |
| ■ドイツのための選択肢（AfD） | 7      |
| ■自由民主党（FDP）           | 1      |
| 合計                         | 123    |

## 歴代議長
- 1946年 - 1960年 アドルフ・シェーンフェルダー（ドイツ語版）、SPD
- 1960年 - 1978年 ヘルベルト・ダウ（ドイツ語版）、SPD
- 1978年 - 1982年 ペーター・シュルツ（ドイツ語版）、SPD
- 1982年 - 1983年 マルティン・ヴィリヒ（ドイツ語版）、CDU
- 1983年 - 1986年 ペーター・シュルツ、SPD
- 1986年 - 1987年 マルティン・ヴィリヒ、CDU
- 1987年 エリザベト・キアウシュ（ドイツ語版）、SPD
- 1987年 - 1991年 ヘルガ・エルストナー（ドイツ語版）、SPD
- 1991年 - 1993年 エリザベト・キアウシュ、SPD
- 1993年 - 2000年 ウーテ・パーペ（ドイツ語版）、SPD
- 2000年 - 2004年 ドラティー・スタペルフェルト（ドイツ語版）、SPD
- 2004年 - 2010年 ベルント・レーダー（ドイツ語版）、CDU
- 2010年 - 2011年 ルッツ・モハウプト（ドイツ語版）、無所属
- 2011年 ドラティー・スタペルフェルト、CDU
- 2011年 -  カローラ・ファイト（ドイツ語版）、SPD